# Silická Jablonica
Silická Jablonica (maďarsky Jablonca) je obec na Slovensku v okrese Rožňava v regionu Horný Gemer. První písemná zmínka o obci pochází z roku 1386. Obec leží na hranici s Maďarskem. Část území obce leží na území národního parku Slovenský kras. Je zde pramenná oblast řeky Turňa. V letech 1938 až 1945 byla obec přičleněna k Maďarsku.

## Pamětihodnosti
- Reformovaný kostel, jednolodní stavba z roku 1789.
- Římskokatolický kostel sv. Petra a Pavla, jednolodní novorománská stavba s půlkruhovým ukončením presbytáře z roku 1867. Objekt stojí na základech pozdně gotického kostela z období kolem roku 1500. Přestavba v 19. století však odstranila všechny původní gotické prvky. Využito bylo pravděpodobně původní presbyterium, které bylo zakomponováno do novostavby.[4]